# New Auburn (Wisconsin)
New Auburn és una població dels Estats Units a l'estat de Wisconsin. Segons el cens del 2000 tenia 562 habitants.

## Demografia
Segons el cens del 2000, New Auburn tenia 562 habitants, 216 habitatges, i 147 famílies. La densitat de població era de 64 habitants per km².
Dels 216 habitatges en un 34,3% hi vivien nens de menys de 18 anys, en un 50,9% hi vivien parelles casades, en un 11,6% dones solteres, i en un 31,9% no eren unitats familiars. En el 26,9% dels habitatges hi vivien persones soles el 9,3% de les quals corresponia a persones de 65 anys o més que vivien soles. El nombre mitjà de persones vivint en cada habitatge era de 2,6 i el nombre mitjà de persones que vivien en cada família era de 3,17.
Per edats la població es repartia de la següent manera: un 30,8% tenia menys de 18 anys, un 5,7% entre 18 i 24, un 28,1% entre 25 i 44, un 23,1% de 45 a 60 i un 12,3% 65 anys o més.
L'edat mediana era de 35 anys. Per cada 100 dones de 18 o més anys hi havia 100,5 homes.
La renda mediana per habitatge era de 30.341 $ i la renda mediana per família de 36.250 $. Els homes tenien una renda mediana de 26.683 $ mentre que les dones 20.375 $. La renda per capita de la població era de 13.444 $. Aproximadament el 9,6% de les famílies i el 9,9% de la població estaven per davall del llindar de pobresa.

## Poblacions més properes
El següent diagrama mostra les poblacions més properes.